# Дю Белле, Рене II
Рене дю Белле (фр. René du Bellay; ум. 26 марта 1606), принц Ивето — французский придворный и государственный деятель.

## Биография
Сын Жака дю Белле, барона де Туарсе, и Антуанетты де Ла-Паллю.
Сеньор и барон де Лаланд, де Жизё, дю Плесси-Масе, де Коммеркье, де Туарсе, де Ла-Э-Жусселен, де Форе, генеральный наместник короля в Анжу, член личного совета короля, капитан ордонансовой роты из 50 тяжеловооруженных, штатный дворянин Палаты короля, обладатель золотого ключа, согласно штатам 1578—1583 годов.
Получил хорошее образование, включавшее латынь и древнегреческий. Вместе с отцом участвовал в битве при Сен-Кантене, где заслужил рыцарские шпоры.
Унаследовал от отца немного владений, но стал наследником своего дяди, епископа Парижского Эсташа дю Белле, главы рода дю Белле, завещавшего ему земли, доставшиеся от племянника, Франсуа-Анри дю Белле (1540—1555), сына графа де Тоннера.
17.12.1558 женился на своей кузине Мари дю Белле (ум. 27.05.1611), даме де Ланже и де Глатиньи, принцессе Ивето, дочери Мартена дю Белле, принца Ивето, и Изабо Шеню, объединив этим браком владения двух ветвей дома. Мари была объявлена наследницей кардинала Жана дю Белле, по завещанию 15 мая 1555, но 16 февраля 1560 завещание было изменено, как полагают, по настоянию Изабо Шеню, и наследницами стали все ее три дочери. Результатом стал многолетний процесс, проходивший в Руане и Риме, и закончившийся транзакцией, произведенной в Париже 17 декабря 1577.
Наследство включало значительные земельные владения во Франции, дворец в Риме, выстроенный на руинах терм Диоклетиана, и чудесный парк близ Остии, засаженный редкими деревьями и содержавший различные виды животных.
В 1562 году Рене лично ездил в Рим, чтобы принять наследство. Его дядя в это время участвовал в заседаниях Тридентского собора.
В 1569 году издал «Мемуары» своего тестя.
Был пожалован в рыцари ордена короля в правление Карла IX. Впервые упоминается в качестве кавалера в акте от 22 февраля 1573. Франсуа Роже де Геньер называет его одним из первых рыцарей, получивших орден в начале правления короля, но граф д'Озье сомневается в том, что Рене мог получить эту награду раньше своего отца, ставшего кавалером в июле 1568.
Как приближенный Генриха III пользовался значительным влиянием; в грамоте от 7 января 1584 король называет его «кузеном». В 1588 году Рене был пожалован в рыцари ордена Святого Духа, но не получил его из-за смерти сюзерена. В том же году был депутатом от анжуйской знати на Генеральных штатах в Блуа, где следовал в русле королевской политики, разойдясь во взглядах со своим коллегой Юрбеном де Лавалем дю Буа-Дофеном, ярым лигистом.
10, 13 и 18 мая 1598 Рене дю Белле принимал короля Генриха IV в своем великолепном замке Ле-Плесси-Масе, близ Анже, устроив монарху охоту и празднество. В награду за преданность король подтвердил привилегии его людей и вассалов в княжестве Ивето.
Принц был погребен в церкви Жизё вместе с женой, под богатым надгробием с коленопреклоненными статуями из белого мрамора. Эпитафия была сильно повреждена революционерами, но, по словам аббата Бланшара, ее удалось реконструировать:
Изображение надгробия хранится в Национальной библиотеке.
Дети:
- Жак дю Белле, ум. юным
- Рене дю Белле. Муж: Жильбер (Шарль) де Ла-Э-Монбо, сеньор де Шателье
- Пьер дю Белле (ум. 28.01[8] или 24.02.1592[11]), барон де Туарсе, капитан ордонансовой роты из 50[11] или 100[12] тяжеловооруженных, рыцарь ордена короля. Смертельно ранен при осаде Руана. Жена (31.01.1588): Мадлен д'Анжен (ок. 1568 — после 1610), дочь Никола д’Анжена и Жюльены д'Аркенне. Брак бездетный. Вторым браком вышла за Луи де Барбансона
- Клод дю Белле (ок. 1560—1609), аббат Савиньи, приор Кюно и Аллонна
- Мартен III дю Белле (19.06.1571—5.01.1637), принц Ивето, маркиз де Туарсе и дю Белле. Жена 1) (31.03.1594): Луиза де Савеньер (ум. 23.12.1625), дочь Жана де Савеньера, сеньора де Ла-Бретеш, и Гийонны де Бово-дю-Риво; 2) Луиза де Лашатр, дочь Гаспара де Лашатра и Габриели де Батарне
- ?Рене дю Белле (ум. 1629), каноник в Вандоме
- ?Шарль дю Белле (ум. 1661), каноник в Вандоме
- Анна дю Белле, аббатиса Ньюазо (1581)
- Изабель дю Белле, приоресса Больё
- Мари (Мари-Мадлен) дю Белле, принцесса Ивето. Муж (3.06.1582): Жорж Бабу де Лабурдезьер, граф де Сагонн (1540—1607)
- Анна дю Белле, дама Ивето. Муж: Антуан д'Апельвуазен, сеньор де Ла-Шатеньере